# Брајар Крик (Пенсилванија)
Брајар Крик (енгл. Briar Creek) град је у америчкој савезној држави Пенсилванија.

## Демографија
По попису из 2010. године број становника је 660, што је 9 (1,4%) становника више него 2000. године.
| Група             | 2000.       | 2010.       |
| Белци             | 638 (98,0%) | 640 (97,0%) |
| Афроамериканци    | 1 (0,2%)    | 2 (0,3%)    |
| Азијати           | 4 (0,6%)    | 3 (0,5%)    |
| Хиспаноамериканци | 3 (0,5%)    | 4 (0,6%)    |
| Укупно            | 651         | 660         |